# 盛岡市立大宮中学校
盛岡市立大宮中学校（もりおかしりつ おおみやちゅうがっこう）は、岩手県盛岡市本宮にある公立中学校。

## 沿革
1966年に市立本宮中学校と市立太田中学校を統合して開校した。

### 年表
- 1966年（昭和41年）4月1日 - 開校[2]。
- 1967年（昭和42年）10月 - 校舎第1期工事が完了[2]。
- 1968年（昭和43年）3月 - 第2期工事が完了[2]。
- 1970年（昭和45年）7月 - 校舎落成プール竣工記念式典を挙行[2]。
- 1976年（昭和51年）11月 - 同窓会が発足[2]。
- 1977年（昭和52年）6月 - 大宮中学校教育振興運動協議会を結成[2]。
- 1982年（昭和57年）2月 - 校舎増築・志峰館落成記念式典を挙行[2]。
- 1988年（昭和63年）1月 - 校舎を増築[2]。
- 1994年（平成6年）8月 - サッカー部が東北大会にて優勝[2]。
- 1995年（平成7年）
  - 1月 - 校舎改修工事を実施[2]。
  - 8月 - ハンドボール部男子が東北中学校体育大会にて優勝[2]。
- 1997年（平成9年）3月 - 全日本フットサル東北大会にて準優勝[2]。
- 1998年（平成10年）8月 - ハンドボール部男子が東北中学校体育大会にて準優勝[2]。
- 1999年（平成11年）8月 - 全国フットサル選手権東北大会にて優勝[2]。
- 2003年（平成15年）
  - 4月20日 - 第58回盛岡市内1周継走大会の中学校男子の部で優勝[3]。
  - 8月 - 東北中学校体育大会の陸上競技において総合2位を受賞[2]。
  - 10月 - 県駅伝大会にて男子優勝[2]。
- 2004年（平成16年）7月 - 柔道部女子が岩手県中学校総合体育大会にて団体優勝[2]。
- 2005年（平成17年）8月 - 柔道個人と水泳団体が全国大会に出場[2]。
- 2011年（平成23年） - 特別支援学級（知的）を開設[1]。
- 2015年（平成27年）8月 - 全国中学校水泳競技大会の男子400mメドレーリレーにて優勝。
- 2017年（平成29年） - 特別支援学級（情緒）を開設[1]。
- 2020年（令和2年）4月1日 - 盛岡市立繋中学校（盛岡市繋）を統合[4]。

## 年間行事
主な学校行事を掲載。
1学期
- 4月 - 始業式、入学式、盛岡市内1周継走大会、歓迎会、修学旅行（3年生）、家庭訪問
- 5月 - 生徒総会、中間テスト、体育祭
- 6月 - クリーン作戦、野外活動（1年生）、市内連合音楽会、盛岡市中学校総合体育大会
- 7月 - 期末テスト、岩手県中学校総合体育大会、期末面談、終業式（夏季休業）

2学期
- 8月 - 始業式、盛岡市中学校陸上大会
- 9月 - 合同合宿（2年生）、盛岡市中学校駅伝競走大会、盛岡市中学校新人体育大会、中間テスト
- 10月 - 志流祭、岩手県中学校新人大会前期、生徒会役員選挙、地区スポレクの日
- 11月 - 生徒総会、期末テスト、岩手県中学校新人大会後期、盛岡・紫波地区中文連総合発表会
- 12月 - 期末面談、終業式（冬季休業）

3学期
- 1月 - 始業式
- 2月 - 新入生保護者説明会、3年生を送る会、期末テスト
- 3月 - 公立高等学校入学試験、修了式、卒業式、離任式

## 施設概要
主な施設を掲載。
- 校舎（6,369 m2[1]）
  - 管理・普通教室棟（2,662 m2） - 1966年度落成の鉄筋コンクリート造4階建て[6]
  - 普通教室棟（1,404 m2） - 1967年度落成の鉄筋コンクリート造4階建て[6]
  - 普通教室棟（486 m2） - 1967年度落成の鉄筋コンクリート造2階建て[6]
  - 1988年落成の鉄筋コンクリート造4階建て
- 体育館（1,015 m2[1]） - 1968年度落成の鉄骨造平屋建て[6]
- 柔剣道場（450 m2[1]） - 通称：志峰館[2]
- プール[1]
- 校庭
- テニスコート

旧耐震基準で建設された1966年度・1967年度落成の校舎は2014年度に、体育館は2009年度に耐震補強工事を施している。

## 学区
- 盛岡市
  - 西仙北1丁目（33-37番、31・32・39・40番の一部）
  - 本宮
    - 1丁目（15-19番、21-33番、4・5・6・12・13・14・20番の一部）2丁目（1-46番）、3-7丁目
    - 字石仏、字上越場、字水門、字大柳、字小林、字林崎、字大宮、字久保筋、字小幅、字鬼柳、字野古、字松幅、字小板小瀬、字蛇屋敷、字平藤、字荒屋

  - 向中野3丁目（全域）
  - 仙北町（字佐兵衛新田、字追分）
  - 下鹿妻（字長持、字辻屋敷、字西田、字前田、字南田、字下通、字北）
  - 上太田（全域）
  - 中太田（全域）
  - 下太田（全域）
  - 猪去（全域）
  - 上鹿妻（全域）
  - 繋（全域）

出典：

## 進学先の中学校
- 盛岡市立太田小学校（盛岡市上太田）
- 盛岡市立太田東小学校（盛岡市上太田）
- 盛岡市立本宮小学校（盛岡市本宮）

出典：

## 周辺
- 大宮神社
- 盛岡南ドライビングスクール
- ふじみ保育園・ふじみ幼稚園

## 出身者
- 小笠原満男（プロサッカー選手）[8]
- 庄子直志（プロハンドボール選手）[9]
- 谷村海那（プロサッカー選手）[10]